# Radar AN/APG-83 SABR
AN/APG-83 Scalable Agile Beam Radar (SABR) – amerykański radar AESA opracowany przez Northrop Grumman do zastąpienia radarów starszych generacji w modernizowanych samolotach wielozadaniowych Lockheed Martin F-16 Fighting Falcon oraz najnowszej wersji F-16 Block 70/72. Radar AESA dla F-16 został opracowany przez rozwinięcie stosowanego w Lockheed Martin F-22 Raptor radaru AN/APG-77 oraz radaru AN/APG-81 stosowanego w F-35 Lightning II, z 95% oprogramowania identycznego z oprogramowaniem APG-77.
APG-83 został zaprojektowany z założeniem zapewnienia całkowitej zgodności z konstrukcją F-16, bez konieczności ingerencji w infrastrukturę kadłuba F-16 i jego system energetyczny. Celem jednak pełnego wykorzystania możliwości zapewnianych przez radar AESA, konieczna jest modernizacja kokpitu samolotu.